# Black River (Mississippi River)
Der Black River ist ein linker Nebenfluss des Mississippi River im US-Bundesstaat Wisconsin.
Der Black River entspringt 4 km westlich von Rib Lake. Er fließt in überwiegend südsüdwestlicher Richtung durch das westliche Wisconsin. Dabei durchfließt er die Orte Medford, Greenwood, Neillsville und Black River Falls.
Schließlich mündet der Black River nördlich von La Crosse in den zum Lake Onalaska aufgestauten Mississippi River. Der Black River hat eine Länge von 310 km.